# Comtat de Besalú
El Comtat de Besalú fou un dels comtats catalans que es constituí en el territori de la Gòtia després de la conquesta franca. La seva capital era la vila de Besalú i el seu territori, la rodalia.

## Orígens

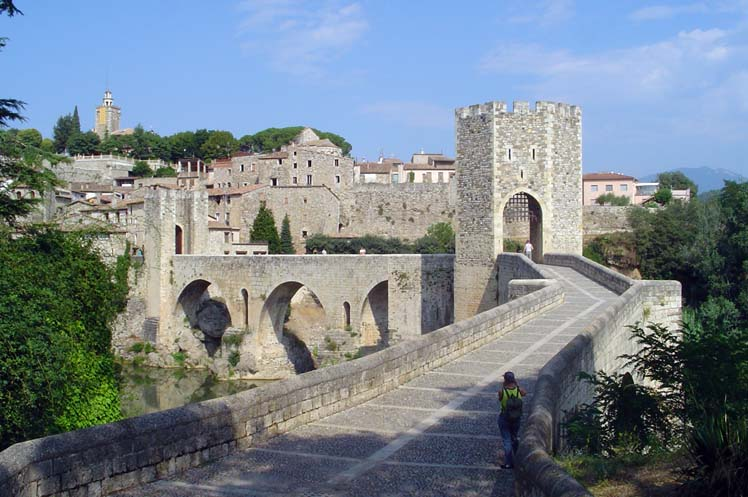
El pont fortificat que dona accés a la vila de Besalú

En els seus orígens el comtat de Besalú fou un pagus del comtat de Girona, que comprenia la Garrotxa i alguns territoris veïns, des de Setcases i Camprodon, a l'actual Ripollès, fins a Agullana i Figueres, avui dia a l'Alt Empordà, i Banyoles, actualment al Pla de l'Estany. En una data desconeguda, Guifré I (Guifré el Pilós), comte de Girona (878-897) separà el pagus de Besalú del comtat de Girona i n'encomanà el govern al seu germà Radulf, a qui nomenà comte de Besalú a condició, però, que a la seva mort el comtat havia de ser per als descendents de Guifré.

## La vinculació al comtat de Cerdanya
A la mort de Guifré el Pilós (897), en un primer moment, els seus fills -Guifré Borrell, Miró, Sunifred i Sunyer- van optar per governar conjuntament tots els dominis del seu pare i administrar-los sota presidència del primogènit, Guifré Borrell. Aviat, però, quan cadascun dels comtes cogovernants tingué descendència, calgué abandonar la idea d'herència conjunta i, llavors, cada fill transmeté individualment als seus hereus la part del conjunt comtal que regia: Guifré Borrell, juntament amb Sunyer, Barcelona, Girona i Osona; Sunifred, Urgell; i Miró, Cerdanya, Conflent i Berga. Guifré Borrell va morir el 911 sense descendència masculina i, tal com ho havia previst, els comtats passaren a Sunyer (911-947), el petit dels fills de Guifré el Pilós, segurament, encara menor d'edat el 897; aleshores, Sunyer no havia rebut el govern de cap dels comtats sinó que el primogènit, Guifré Borrell, se l'associà en l'administració de la seva part de l'herència paterna.
Sunyer de Barcelona hagué d'enfrontar-se al seu germà Miró II de Cerdanya qui, com a fill supervivent més gran, pretenia obtenir l'herència de Barcelona; la disputa va resoldre's amb un acord pel qual Sunyer obtenia el reconeixement de Miró, a canvi de cedir-li el Ripollès, inclòs fins llavors dins del comtat d'Osona. Els conflictes entre els dos germans reaparegueren no gaire més tard; en una data incerta -entre 913 i 920-, va morir el comte Radulf I de Besalú. En aquest moment, Miró, pressionant amb els seus drets sobre Barcelona, Girona i Osona, va imposar-se, i Besalú, tot i haver estat tradicionalment un pagus del comtat de Girona, fou vinculat al comtat de Cerdanya. A la mort de Miró (927), els seus comtats passaren als seus fills en règim de govern conjunt indivís, però, com que eren menors d'edat, hi exercí la regència la seva mare la comtessa vídua Ava, fins que, cap al 941, en fer-se grans, assumiren plenament les funcions comtals: el primogènit, Sunifred (927-965), prengué el govern de Cerdanya, Guifré II, subordinat a Sunifred, fou comte de Besalú (927-957), Oliba Cabreta col·laborà amb Sunifred en el govern del comtat de Cerdanya, i Miró Bonfill es feu eclesiàstic.
Entre aquests quatre germans, la idea de cogovern s'hi mantingué sempre, per això, en tot moment actuaren de manera solidària. Així, Sunifred el 944 va sol·licitar un precepte reial a favor del monestir besaluenc de Sant Pere de Besalú per afirmar-ne la independència respecte de Banyoles i de Sant Policarp de Rasès, i el 943 participà activament en la defensa de Besalú i Ripoll contra Sunyer de Barcelona; com també el 952 Guifré II de Besalú, en representació dels seus germans, acudí a la cort del rei Lluís d'Ultramar a sol·licitar privilegis d'immunitat per al monestir de Sant Pere de Camprodon, fundat en col·laboració amb Sunifred, i també a demanar al rei un precepte pel qual els quatre germans rebien els béns dels vescomte Unifred, que els havia traïts durant l'expedició d'Ermengol d'Osona.
El 957, a Besalú, una revolta nobiliària, en què, segurament, hi estaven implicats els fills de l'antic comte Radulf, culminà en l'assassinat de Guifré II. Sunifred va aconseguir dominar l'alçament, confiscà els béns dels sediciosos i s'annexionà el comtat, en el govern del qual hi col·laboraren Oliba Cabreta i Miró Bonfill.
Mort Sunifred de Cerdanya (965), possiblement solter, el nou cap del llinatge fou Oliba Cabreta; aquest governà Cerdanya i encomanà el comtat de Besalú a Miró Bonfill (965-984) que, actuant com a subordinat seu, el regí fins i tot després d'haver esdevingut bisbe de Girona, el 971.

## La dinastia de Besalú
A la mort de Miró Bonfill (984), Oliba Cabreta quedà com a únic governant de tots els dominis de la nissaga fins que el 988 va retirar-se a l'Abadia de Montecassino, on es feu monjo. Llavors, els seus comtats se'ls repartiren els seus fills Oliba -Ripoll i Berga-, Guifré II -Cerdanya i Conflent-, i Bernat Tallaferro –Besalú-. El 1002, Oliba es feu monjo a Ripoll; aleshores Berga fou annexionada a Cerdanya, i Ripoll a Besalú. Finalment, com que tant Guifré II de Cerdanya (988-1035) com Bernat Tallaferro (988-1020) tingueren descendència, Cerdanya i Besalú van separar-se definitivament i, així, es formaren dues nissagues comtals independents, originades en el tronc comú d'Oliba Cabreta, net de Guifré el Pilós. A més del comtat de Besalú, Bernat Tallaferro havia rebut, en herència del seu pare Oliba Cabreta, els pagus de Vallespir, Fenollet i Perapertusa. En època de Bernat Tallaferro, al comtat de Besalú hi hagué tres vescomtats: el de Besalú, dit posteriorment de Bas, el de Vallespir i el de Fenollet.
Els comtes d'aquesta dinastia de Besalú foren:
- Bernat Tallaferro (988-1020)
- Guillem I de Besalú (1020-1052)
- Guillem II de Besalú (1052-1066)
- Bernat II de Besalú (1066-1100)
- Bernat III de Besalú (1066-1111). Darrerament ha estat defensat que en realitat aquest comte no va pas existir i que, per tant, Bernat II va governar fins a l'any 1111.

## L'annexió de Besalú a Barcelona
A Besalú, després de l'assassinat, durant la revolta de 1066, del comte Guillem II, va constituir-s'hi un cogovern entre Bernat II, el germà del comte mort, i Bernat III, fill de Guillem II, menor d'edat. A causa de la manca de caràcter de Bernat III de Besalú (1066-1111), el govern efectiu del comtat fou exercit per Bernat II, fins i tot, després d'haver arribat a la majoria d'edat el seu nebot. Per això, el 1100, la mort de Bernat II i l'inici del govern en solitari de Bernat III, va crear a Besalú una situació de buit de poder, que el comte Ramon Berenguer III de Barcelona va saber aprofitar.
El 1107, Bernat III va acceptar casar-se amb Ximena, filla del comte de Barcelona i de Maria Roderic. En els acords matrimonials, Ramon Berenguer III cedia a la seva filla i al seu gendre el comtat d'Osona i el bisbat de Vic, amb tots els seus castells; a canvi, en cas de morir sense descendència, Bernat III nomenava hereu de Besalú el comte de Barcelona. En el moment de celebrar-se aquest matrimoni, en què el sogre era més jove que el gendre, Bernat III ja tenia cinquanta anys, i Ximena era una nena de set o vuit anys, per tant, l'acord de casament no era sinó un subterfugi per legalitzar la cessió de Besalú per Bernat III a Ramon Berenguer III. El comte de Besalú, que, havent arribat solter als cinquanta anys, demostrava no haver-se preocupat, ni tan sols, d'assegurar una continuïtat dinàstica, va trobar en el seu sogre algú capaç d'omplir el buit deixat per la mort de Bernat II (1066-1100).
El 1111, Bernat III va morir sense descendència, tal com era previsible, i Ramon Berenguer III esdevingué comte de Besalú. Llavors, es plantejà un conflicte amb el comte Bernat I de Cerdanya, feudatari del comte de Besalú pel Fenollet, el Vallespir, Castellnou i Perapertusa; el plet va resoldre's amb la renúncia del comte de Cerdanya a aquests feus a canvi de certes compensacions. Per altra banda, el 1112, Ramon Berenguer III va agrair al seu germanastre Eimeric II de Narbona la seva aliança contra Bernat Ató en el conflicte de Carcassona, cedint-li el Fenollet i Perapertusa.
El 1351, el rei Pere el Cerimoniós, en nomenar el seu hereu, li va atorgar el títol de Duc de Girona, elevant aquest comtat a ducat, el qual abraçava territoris dels comtats de Girona i Besalú, que a partir d'ara formaria part d'aquell, juntament amb els Empúries i Osona, instituint així el títol de Príncep de Girona, que per tant, ve de la Corona d'Aragó.

## La moneda de Besalú
El comtat de Besalú disposà de moneda pròpia des del 969, però fins al 1020 només n'hi ha referències documentals. Segurament, Bernat Tallaferro va batre mancusos d'or; posteriorment, es coneixen tres tipus de diners de plata, encunyats entre 1020 i 1111. Els gravats d'encunys d'aquest comtat se'ls considera dels millors de l'art romànic.

## El bisbat de Besalú
Al comtat de Besalú hi havia moltes de les abadies més importants dels comtats catalans:
- el monestir de Sant Pere de Besalú
- el monestir de Sant Joan de les Abadesses
- el monestir de Ripoll
- L'Abadia de Santa Maria d'Arles
- el monestir de Sant Esteve de Banyoles
- el monestir de Camprodon
- Sant Pau de Fenollet

Malgrat tot, no hi havia un bisbat propi, per això, les parròquies de Besalú depenien de diòcesis amb seus llunyanes com ho eren el bisbat de Vic, el bisbat de Girona o el bisbat d'Elna. El 1017, el papa Benet VIII concedí l'erecció d'un bisbat propi al comte Bernat Tallaferro, que s'havia desplaçat a Roma per sol·licitar-la; havent desestimat les propostes de Sant Joan de les Abadesses i de Sant Pau de Fenollet, la seu del nou bisbat s'establí a Besalú i se'n designà bisbe Guifré, abat de Sant Joan de les Abadesses i fill de Bernat Tallaferro. Tanmateix, a la mort del comte (1020), els bisbes de Girona i de Vic reclamaren les seves antigues parròquies; el bisbe Guifré de Besalú, mancat de protecció política, es retirà al monestir de Sant Joan de les Abadesses i la diòcesi de Besalú fou abolida.